# Amiga 4000
Amiga 4000 je bio nasljednik Commodore računala Amiga 3000.

## Povijest računala
Računalo izlazi na tržište u listopadu 1992. najprije s procesorom Motorola 68040. Nezadovoljavajući rezultati prodaje, zajedno sa zahtjevima kupaca za jeftinijim modelom, rezultiraju puštanjem u prodaju i slabije inačice računala s procesorom Motorola 68030.
Početna inačica računala bila je u desktop obliku, a kasnijim razvojem nastaje i tower inačica.
Razlike između Amige 4000 i Amige 1200 na matičnoj ploči praktički ne postoje s izuzetkom moćnijeg procesora. Oba računala imaju AGA grafičke čipove, isti operativni sustav kao i IDE priključak za hard diskove što je u potpunoj suprotnosti s Amigom 3000 koja koristi u tu svrhu nepopularni, skupi SCSI priključak.
U svoje doba ovo računalo postaje simbol multimedijalnog računala. Njegova popularnost u profesionalne svrhe se dokazuje kada tvrtka Escom nakon kupovine bankrotiranog Commodorea odlučuje ponovno pokrenut proizvodnju od Amiga 1200 i Amiga 4000, dok su Amiga 600 i CD32 prepušteni povijesti.